# Pavlos Melàs
Pavlos Melàs (en grec: Παύλος Μελάς) (Marsella, 29 de març de 1870 – Melàs, Imperi Otomà, actualment Grècia, 13 d'octubre de 1904) fou un militar grec, oficial de l'Exèrcit hel·lènic, considerat el primer que organitzà i participà en la lluita grega per Macedònia.
Melàs nasqué el 29 de març de 1870 a Marsella, França, sent fill de Mikhaïl Melàs, qui fou escollit diputat per Àtica i alcalde d'Atenes, i germà de Vassílios Melàs, que també esdevingué un oficial de l'Exèrcit hel·lènic. El seu pare, un ric mercader, fou d'origen epirota. A una edat primerenca, emigrà a Atenes per a estudiar, i més tard, s'uní a l'Exèrcit, graduant-se a l'Acadèmia de l'Exèrcit Hel·lènic com a tinent d'artilleria el 1891. L'any 1892 es casà amb Natalia Dragoumi, filla del polític kastorià Stephanos Dragoumis i germana d'Iol Dragoumis. L'any 1895, la parella tingué un fill anomenat Michael i una filla anomenada Zoe.
Melàs, amb la cooperació del seu cunyat Ion Dragoumis; el cònsol de Grècia al llavors ocupat pels otomans Monastir (ara Bítola), Christos Kottas; i el bisbe metropolità de Kastorià, Germanos Karavangelis, intentà recollir diners per a recolzar econòmicament els esforços grecs a Macedònia. Després de la revolta Ilinden-Preobrazhenie decidí entrar a Macedònia el juny de 1904, per a avaluar la situació i per veure si hi havia qualsevol possibilitat d'establir una unitat militar per a lluitar contra els búlgars de l'Organització Interna Revolucionària de Macedònia (OIRM) i els turcs otomans.
El juliol del 1904, sota l'àlies de "capità Mikis Zezas" (Καπετάν Μίκης Ζέζας), tornà a entrar a Macedonia amb una petita unitat de combatents i lluità contra l'OIRM fins que el 13 d'octubre de 1904 fou assassinat després de ser envoltat per forces otomanes al poble de Siatista. Després de la reunificació de Grècia, el poble fou rebatejat com a Melàs en honor seu.
Després de la seva mort, els esforços grecs esdevingueren més intensos, resultant en la intercepció dels esforços del Komitadji búlgar, especialment al centre i a l'oest de Macedònia, el qual fou annexionat per Grècia després de les Guerres Balcàniques.
És considerat un símbol de la lluita grega per Macedònia i moltes de les seves pertinences personals es poden veure al Museu de la Lluita Macedònia de Tessalònica i al Museus Pavlos Melàs de Kastorià. Fou membre de la lògia maçona Athina (Atene).

## Galeria

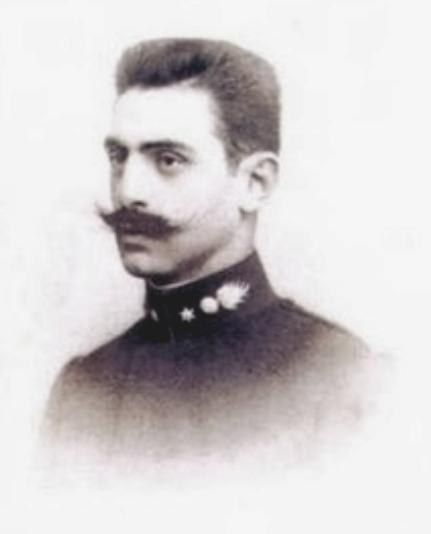
Una foto d'ell com a tinent de l'Exèrcit grec
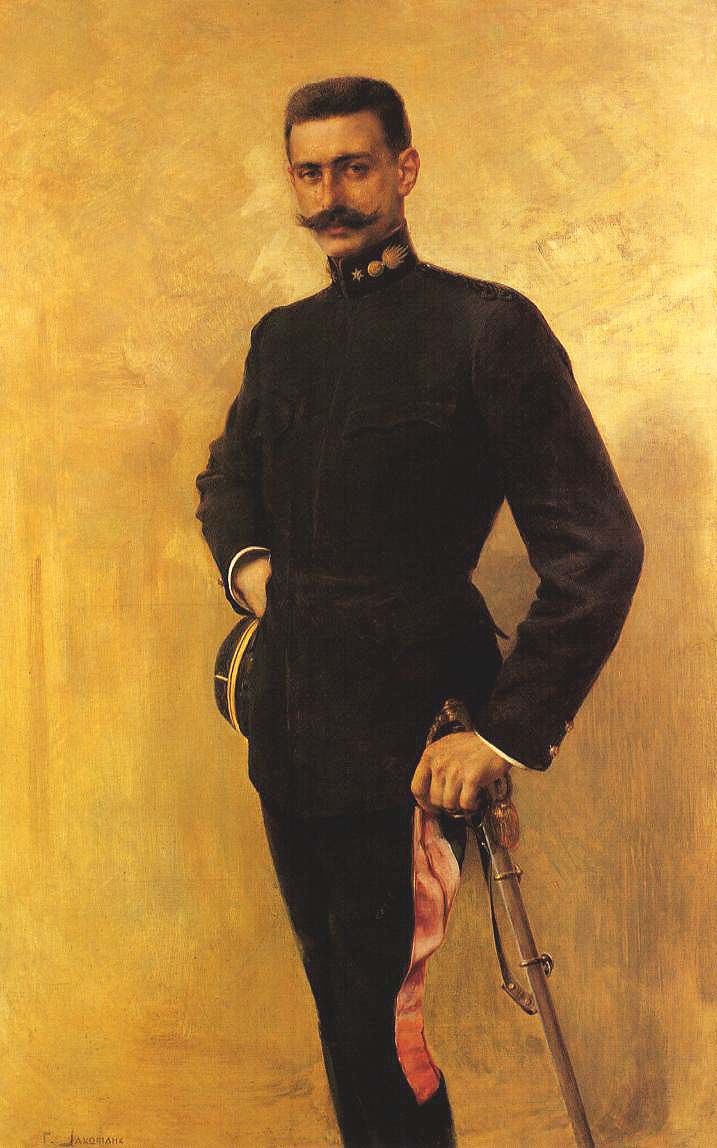
Retrat de Georgios Jakobides com a tinent de l'Exèrcit grec
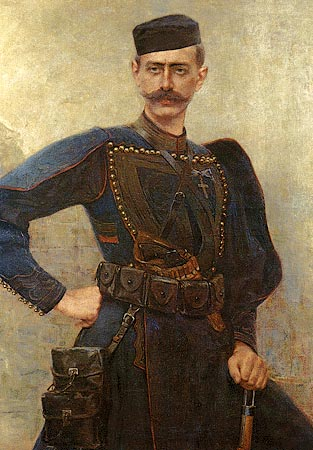
En uniforme Macedonomachos